# Septimius Severus-buen
41°53′34″N 12°29′05″Ø / 41.892758°N 12.484744°Ø
Septimius Severus-buen er en triumfbue i Rom, rejst i 203 e.Kr. til minde om Roms sejre over araberne og parterne i Mesopotamien i 195 og 197-198. Reliefferne viser felttoget og indmarchen i Rom. Buen er bygget i hvid marmor og står i det nordøstlige hjørne af Forum Romanum.
Buen blev indviet af kejser Septimius Severus og hans to sønner Geta og Caracalla. I 212 lod Caracalla broderen dræbe og slettede derefter hans navn fra indskriften. Indskriften siger derfor nu, at Septimius og Caracalla er OPTIMIS FORTISSIMISQUE PRINCIPIBUS – «fremragende og tapre feltherrer».
Buen har gennem mange århundreder været delvis begravet under et beskyttende jordlag og er derfor godt bevaret.